# Kokosová smetana

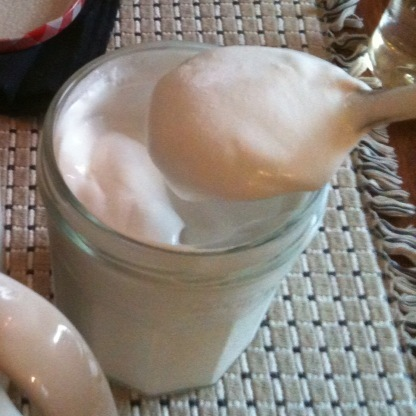
Kokosová smetana

Kokosová smetana je tekutým produktem ze zpracování kokosových ořechů. Společně s kokosovým mlékem se získává vymačkáním kokosové dužiny v horké vodě. Když se směs nechá odstát, smetana vyplave na povrch mléka, takže se obě složky dají snadno oddělit.
Kokosová smetana i mléko se v ČR prodávají nejčastěji v plechovkách. Obojí je také možné vyrobit v domácích podmínkách ze syrové či sušené kokosové dužiny anebo z kokosového másla.
Smetana i mléko se přidávají do některých orientálních jídel, zejména pálivých, v nichž mírní ostrost, ale také do sladkých pokrmů a dezertů.

## Nutriční obsah
Syrová kokosová smetana (nekonzervovaná) obsahuje ve 100g:
- energie: 330 kalorií
- bílkoviny: 3,63 g
- tuky: 34,68 g (z toho 89% nasycené)
- sacharidy: 6,65 g
- vláknina: 2,2 g

### Související stránky
- Rostlinná smetana